# Liste von Kathedralen in Mittel- und Südamerika

## Amerikanische Jungferninseln
| Abbildung | Ort              | Name                           | Konfession      | Bauzeit | Anmerkungen                                                                              |
| --------- | ---------------- | ------------------------------ | --------------- | ------- | ---------------------------------------------------------------------------------------- |
|           | Charlotte Amalie | Cathedral Sts. Peter & Paul    | röm.-katholisch | 1848    | Kathedrale des Bistums Saint Thomas, Vorgängerbau von 1828, 1837 durch Hurrikan zerstört |
|           | Charlotte Amalie | Cathedral Church of All Saints | episkopal       | 1848    | Kathedrale der Diocese of the Virgin Islands                                             |

## Antigua und Barbuda
| Abbildung | Ort        | Name                         | Konfession      | Bauzeit | Anmerkungen |
| --------- | ---------- | ---------------------------- | --------------- | ------- | ----------- |
|           | St. John’s | Cathedral of the Holy Family | röm.-katholisch | ?       |             |

## Argentinien
| Abbildung | Ort                   | Name                                                     | Konfession      | Bauzeit                                    | Anmerkungen |
| --------- | --------------------- | -------------------------------------------------------- | --------------- | ------------------------------------------ | ----------- |
|           | Buenos Aires          | Catedral Metropolitana de Buenos Aires                   | röm.-katholisch | 1863 (Vorgängerbauten seit dem 16. Jahrh.) |             |
|           | Cafayate              | Kathedrale von Cafayate                                  | röm.-katholisch | 1885–1895                                  |             |
|           | Catamarca             | Kathedrale von Catamarca                                 | röm.-katholisch | 1859–1875                                  |             |
|           | Comodoro Rivadavia    | Kathedrale San Juan Bosco                                | röm.-katholisch | 1958–1978                                  |             |
|           | Concepción            | Catedral Inmaculada Concepción                           | röm.-katholisch | ?                                          |             |
|           | Córdoba               | Catedral de Nuestra Señora de la Asunción                | röm.-katholisch | Baubeginn 1582                             |             |
|           | Corrientes            | Kathedrale von Corrientes                                | röm.-katholisch | 1854–1861                                  |             |
|           | Formosa               | Kathedrale von Formosa                                   | röm.-katholisch | 1896–1964                                  |             |
|           | Gualeguaychú          | Kathedrale von Gualeguaychú                              | röm.-katholisch | 1863–1890                                  |             |
|           | La Plata              | Kathedrale von La Plata                                  | röm.-katholisch | 1884–1999                                  |             |
|           | La Rioja              | Kathedrale von La Rioja                                  | röm.-katholisch | 1910                                       |             |
|           | Lomas de Zamora       | Catedral Basílica de Nuestra Señora de la Paz            | röm.-katholisch | 1860–1902                                  |             |
|           | Mar del Plata         | Catedral Basílica de los Santos Pedro y Cecilia          | röm.-katholisch | 1893–1913                                  |             |
|           | Mendoza               | Nuestra Señora de Loreto                                 | röm.-katholisch | 1975                                       |             |
|           | Mercedes              | Catedral Basílica Nuestra Señora de las Mercedes         | röm.-katholisch | 1904–1921                                  |             |
|           | Morón                 | Catedral Basílica Inmaculada Concepción del Buen Viaje   | röm.-katholisch | 1868–1885                                  |             |
|           | Nueve de Julio        | Catedral Santo Domingo de Guzmán                         | röm.-katholisch | ?                                          |             |
|           | Oberá                 | Kathedrale von Oberá                                     | röm.-katholisch | 1960er                                     |             |
|           | Paraná                | Kathedrale von Paraná                                    | röm.-katholisch | 1882                                       |             |
|           | Posadas               | Kathedrale von Posadas                                   | röm.-katholisch | 1876–1909                                  |             |
|           | Resistencia           | Kathedrale von Resistencia                               | röm.-katholisch | 1930er                                     |             |
|           | Rosario               | Catedral de Nuestra Señora del Rosario                   | röm.-katholisch | 1900                                       |             |
|           | Salta                 | Catedral Santuario Nuestro Señor y la Virgen del Milagro | röm.-katholisch | 1858–1882                                  |             |
|           | San Miguel            | Catedral San Miguel Arcángel                             | röm.-katholisch | ?                                          |             |
|           | San Miguel de Tucumán | Kathedrale von Tucumán                                   | röm.-katholisch | 1856                                       |             |
|           | San Salvador de Jujuy | Kathedrale von San Salvador de Jujuy                     | röm.-katholisch | um 1765                                    |             |
|           | Santiago del Estero   | Catedral Nuestra Señora del Carmen                       | röm.-katholisch | ?                                          |             |
|           | Santo Tomé            | Catedral de la Inmaculada Concepción                     | röm.-katholisch | ?                                          |             |
|           | Viedma                | Kathedrale von Viedma                                    | röm.-katholisch | 1884–1886                                  |             |

## Bahamas
| Abbildung | Ort    | Name                         | Konfession         | Bauzeit   | Anmerkungen |
| --------- | ------ | ---------------------------- | ------------------ | --------- | ----------- |
|           | Nassau | Cathedral St. Francis Xavier | römisch-katholisch | 1885–1887 |             |
|           | Nassau | Christ Church Cathedral      | anglikanisch       | ?         |             |

## Barbados
| Abbildung | Ort        | Name                                             | Konfession         | Bauzeit | Anmerkungen |
| --------- | ---------- | ------------------------------------------------ | ------------------ | ------- | ----------- |
|           | Bridgetown | Cathedral St. Patrick                            | römisch-katholisch | 1899    |             |
|           | Bridgetown | Cathedral Church of Saint Michael and All Angels | anglikanisch       | 1789/90 |             |

## Belize
| Abbildung | Ort      | Name                    | Konfession         | Bauzeit   | Anmerkungen |
| --------- | -------- | ----------------------- | ------------------ | --------- | ----------- |
|           | Belmopan | Holy Redeemer Cathedral | römisch-katholisch | 1858–1888 |             |

## Bolivien
| Abbildung | Ort                     | Name                              | Konfession      | Bauzeit   | Anmerkungen                           |
| --------- | ----------------------- | --------------------------------- | --------------- | --------- | ------------------------------------- |
|           | Aiquile                 | San Pedro Virgen de la Candelaria | röm.-katholisch |           |                                       |
|           | Camiri                  | San Francisco de Asís             | röm.-katholisch |           |                                       |
|           | Cochabamba              | Catedral Metropolitana            | röm.-katholisch | 1701      |                                       |
|           | La Paz                  | Nuestra Señora                    | röm.-katholisch | 1835–1989 | Basilica minor                        |
|           | Potosí                  | Nuestra Señora de La Paz          | röm.-katholisch | 1809–1839 | Basilica minor                        |
|           | Santa Cruz de la Sierra | San Lorenzo                       | röm.-katholisch | 1843–1915 | Basilica minor                        |
|           | Sucre (ind. Chuquisaca) | Catedral Metropolitana            | röm.-katholisch | 1559–1712 | Basilica minor                        |
|           | Trinidad                | Santísima Trinidad                | röm.-katholisch |           | Apostolisches Vikariat El Beni o Beni |

## Brasilien
| Abbildung             | Ort                  | Name                                                      | Konfession             | Bauzeit   | Anmerkungen                                     |
| --------------------- | -------------------- | --------------------------------------------------------- | ---------------------- | --------- | ----------------------------------------------- |
|                       | Aparecida            | Catedral de Nossa Senhora Aparecida                       | röm.-katholisch        | 1955–1980 |                                                 |
|                       | Salvador da Bahia    | alte Kathedrale                                           |                        | 1552      | 1933 abgerissen                                 |
|                       | Salvador da Bahia    | heutige Kathedrale                                        |                        | 1657–1672 | als Jesuitenkirche erbaut, Kathedrale seit 1758 |
|                       | Belo Horizonte       | Catedral Metropolitana Nossa Senhora da Boa Viagem        | röm.-katholisch        |           |                                                 |
|                       | Botucatu             | Catedral Metropolitana Basílica Sant’Ana                  | röm.-katholisch        |           |                                                 |
|                       | Brasília             | Catedral Metropolitana Nossa Senhora Aparecida            | röm.-katholisch        | 2004      |                                                 |
| Kathedrale in Cáceres | Cáceres              | Kathedrale São Luiz de França                             | röm.-katholisch        |           |                                                 |
|                       | Campinas             | Catedral Metropolitana Nossa Senhora da Conceição         | röm.-katholisch        |           |                                                 |
|                       | Cuiabá               | Kathedrale von Cuiabá                                     | röm.-katholisch        | 1973      |                                                 |
|                       | Frederico Westphalen | Catedral Santo Antônio                                    | röm.-katholisch        |           |                                                 |
|                       | João Pessoa          | Catedral Basílica de Nossa Senhora das Neves              | röm.-katholisch        |           |                                                 |
|                       | Manaus               | Catedral Metropolitana Nossa Senhora da Conceição         | röm.-katholisch        |           |                                                 |
|                       | Marabá               | Catedral Nossa Senhora Perpétuo do Socorro                | röm.-katholisch        |           |                                                 |
|                       | Marajó               | Catedral de Nossa Senhora da Consolação                   | röm.-katholisch        |           |                                                 |
|                       | Mariana              | Catedral Metropolitana Basilika Nossa Senhora da Assunção | röm.-katholisch        | 1711–1760 |                                                 |
|                       | Marília              | Catedral Basílica de São Bento                            | röm.-katholisch        | 1928      |                                                 |
|                       | Maringá              | Catedral Nossa Senhora da Glória                          | röm.-katholisch        | 1959–1972 |                                                 |
|                       | Niterói              | Neue Kathedrale von Niterói                               | römisch-katholisch     | seit 1996 |                                                 |
|                       | Londrina             | Catedral Metropolitana Sagrado Coração de Jesus           | röm.-katholisch        |           |                                                 |
|                       | Paraíba              | Catedral Basílica Metropolitana Nossa Senhora das Neves   | röm.-katholisch        |           |                                                 |
|                       | São Paulo            | Catedral da Sé                                            |                        | 1913–54   | neugotisch                                      |
|                       | São Paulo            | Catedral Metropolitana Ortodoxa                           | antiochenisch-orthodox |           |                                                 |
|                       | São João del-Rei     | Kathedrale von São João del-Rei                           | röm.-katholisch        | 1721–1750 |                                                 |
|                       | Santarém             | Catedral Nossa Senhora da Conceição                       | röm.-katholisch        |           |                                                 |
|                       | Toledo               | Catedral Cristo Rei                                       | röm.-katholisch        |           |                                                 |
|                       | Valença              | Catedral de Nossa Senhora da Glória                       | röm.-katholisch        |           |                                                 |

## Chile
| Abbildung | Ort               | Name                                          | Konfession      | Bauzeit   | Anmerkungen |
| --------- | ----------------- | --------------------------------------------- | --------------- | --------- | ----------- |
|           | Antofagasta       | Catedral San José                             | röm.-katholisch | ?         |             |
|           | Arica             | Catedral San Marcos                           | röm.-katholisch | ?         |             |
|           | Concepción        | Catedral Nuestra Señora Inmaculada Concepción | röm.-katholisch | 1940–1964 |             |
|           | Linares           | Catedral San Ambrosio                         | röm.-katholisch | ?         |             |
|           | Puerto Montt      | Catedral Nuestra Señora del Carmen            | röm.-katholisch | ?         |             |
|           | Punta Arenas      | Catedral Sagrado Corazón                      | röm.-katholisch | ?         |             |
|           | Rancagua          | Catedral El Sagrario                          | röm.-katholisch | ?         |             |
|           | Santiago de Chile | Catedral Metropolitana de Santiago            | röm.-katholisch | 1748–1800 |             |
|           | Valdivia          | Catedral Nuestra Señora del Rosario           | röm.-katholisch | ?         |             |
|           | Valparaíso        | Catedral del Espíritu Santo                   | röm.-katholisch | 1910–1950 |             |

## Dominica
| Abbildung | Ort    | Name                                | Konfession      | Bauzeit | Anmerkungen                                                                    |
| --------- | ------ | ----------------------------------- | --------------- | ------- | ------------------------------------------------------------------------------ |
|           | Roseau | Cathedral of Our Lady of Fair Haven | röm.-katholisch | ab 1840 | mehrmals Zerstörungen durch Hurrikane, mehrere Erweiterungen, 1925 konsekriert |

## Dominikanische Republik
| Abbildung | Ort                        | Name                                                                              | Konfession | Bauzeit   | Anmerkungen |
| --------- | -------------------------- | --------------------------------------------------------------------------------- | ---------- | --------- | ----------- |
|           | Baní                       | Catedral Nuestra Senora de Regla                                                  | röm.-kath. |           |             |
|           | Barahona                   | Catedral Nuestra Senora del Rosario                                               | röm.-kath. |           |             |
|           | Concepción de la Vega      | Catedral de la Inmaculada Conceptión                                              | röm.-kath. |           |             |
|           | Higüey                     | Catedral Nuestra Senora de la Altagracia                                          | röm.-kath. | 1954–1971 | Basilika    |
|           | Mao                        | Catedral Santa Cruz                                                               | röm.-kath. |           |             |
|           | Puerto Plata               | Catedral San Felipe Apóstol                                                       | röm.-kath. |           |             |
|           | San Francisco de Macurís   | Catedral Santa Ana                                                                | röm.-kath. |           |             |
|           | San Juan de Maguana        | Catedral San Juan Bautista                                                        | röm.-kath. |           |             |
|           | San Pedro de Macorís       | Catedral San Pedro Apóstol                                                        | röm.-kath. |           |             |
|           | Santiago de los Caballeros | Catedral Santiago Apóstol                                                         | röm.-kath. |           |             |
|           | Santo Domingo              | Catedral Metropolitana Santa María de la Encarnatión/ Catedral Primada de América | röm.-kath. |           | Basilika    |

## Ecuador
| Abbildung | Ort        | Name                                               | Konfession      | Bauzeit | Anmerkungen |
| --------- | ---------- | -------------------------------------------------- | --------------- | ------- | ----------- |
|           | Ambato     | Catedral de Nuestra Señora de la Elevación         | röm.-katholisch | 1954    |             |
|           | Cuenca     | Catedral Metropolitana de la Inmaculada Concepción | röm.-katholisch |         |             |
|           | Guayaquil  | Catedral San Pedro                                 | röm.-katholisch |         |             |
|           | Portoviejo | Catedral Jesús del Buen Pastor                     | röm.-katholisch |         |             |
|           | Quito      | Catedral Primada de la Virgen Asunta al Cielo      | röm.-katholisch |         |             |

## El Salvador
| Abbildung | Ort                | Name                                     | Konfession      | Bauzeit   | Anmerkungen |
| --------- | ------------------ | ---------------------------------------- | --------------- | --------- | ----------- |
|           | Chalatenango       | Catedral San Juan Bautista               | röm.-katholisch |           |             |
|           | San Miguel         | Kathedrale von San Miguel                | röm.-katholisch | 1862–1962 |             |
|           | San Salvador       | Kathedrale von San Salvador              | röm.-katholisch |           |             |
|           | Santa Ana          | Catedral de Nuestra Señora de Santa Ana  | röm.-katholisch |           |             |
|           | Ciudad San Vicente | Catedral de San Vicente                  | röm.-katholisch |           |             |
|           | Sonsonate          | Catedral Santísima Trinidad              | röm.-katholisch |           |             |
|           | Zacatecoluca       | Catedral de Nuestra Señora de los Pobres | röm.-katholisch |           |             |

## Falklandinseln
| Abbildung | Ort     | Name                    | Konfession   | Bauzeit   | Anmerkungen |
| --------- | ------- | ----------------------- | ------------ | --------- | ----------- |
|           | Stanley | Christ Church Cathedral | anglikanisch | 1890–1892 |             |

## Französisch-Guayana
| Abbildung | Ort     | Name                                | Konfession         | Bauzeit | Anmerkungen |
| --------- | ------- | ----------------------------------- | ------------------ | ------- | ----------- |
|           | Cayenne | Kathedrale Saint-Sauveur de Cayenne | römisch-katholisch |         |             |

## Grenada
| Abbildung | Ort          | Name                                   | Konfession         | Bauzeit | Anmerkungen |
| --------- | ------------ | -------------------------------------- | ------------------ | ------- | ----------- |
|           | St. George’s | Cathedral of the Immaculate Conception | römisch-katholisch |         |             |

## Guatemala
| Abbildung | Ort               | Name                                       | Konfession      | Bauzeit   | Anmerkungen                                                                                                   |
| --------- | ----------------- | ------------------------------------------ | --------------- | --------- | --- |
|           | Antigua Guatemala | Kathedrale San José                        | röm.-katholisch | 1669–1678 | Ehemals Kathedrale, heute Pfarrkirche St. Josef                                                               |
|           | Cobán             | Kathedrale von Cobán                       | röm.-katholisch |           | |
|           | Guatemala-Stadt   | Catedral Primada Metropolitana de Santiago | röm.-katholisch | 1782–1815 | |
|           | Quetzaltenango    | Kathedrale von Quetzaltenango              | röm.-katholisch |           | Grundsteinlegung 1532, durch mehrere Erdbeben (1765, 1853, 1902, 2017) zerstört, Wiederaufbau 1853–1898, 2017 |

## Haiti
| Abbildung | Ort            | Name                                          | Konfession   | Bauzeit   | Anmerkungen                                   |
| --------- | -------------- | --------------------------------------------- | ------------ | --------- | --------------------------------------------- |
|           | Anse-à-Veau    | Kathedrale St. Anna                           | röm.-kath.   |           |                                               |
|           | Cap-Haïtien    | Kathedrale Mariä Himmelfahrt                  | röm.-kath.   |           |                                               |
|           | Fort-Liberté   | Kathedrale St. Joseph                         | röm.-kath.   |           |                                               |
|           | Hinche         | Kathedrale der Unbefleckten Empfängnis        | röm.-kath.   |           |                                               |
|           | Jacmel         | Kathedrale St. Jacques & St. Philipp          | röm.-kath.   |           |                                               |
|           | Jérémie        | Kathedrale, kath. Ludwig König von Frankreich | röm.-kath.   |           |                                               |
|           | Les Cayes      | Kathedrale Mariä Himmelfahrt                  | röm.-kath.   |           |                                               |
|           | Gonaïves       | Kathedrale St. Karl Borromeus                 | röm.-kath.   |           |                                               |
|           | Miragoâne      | Kathedrale St. Johannes der Täufer            | röm.-kath.   |           |                                               |
|           | Port-au-Prince | Kathedrale Mariä Himmelfahrt                  | röm.-kath.   | 1884–1914 | Beim Erdbeben in Haiti 2010 schwer beschädigt |
|           | Port-au-Prince | Kathedrale der Heiligen Dreifaltigkeit        | anglikanisch |           | Beim Erdbeben in Haiti 2010 schwer beschädigt |
|           | Port-de-Paix   | Kathedrale der Unbefleckten Empfängnis        | röm.-kath.   |           |                                               |

## Jamaika
| Abbildung | Ort         | Name                                    | Konfession | Bauzeit | Anmerkungen |
| --------- | ----------- | --------------------------------------- | ---------- | ------- | ----------- |
|           | Kingston    | Cathedral of the Holy Trinity           | röm.-kath. | 1911    |             |
|           | Mandeville  | Pro-Cathedral St. Paul of the Cross     | röm.-kath. |         |             |
|           | Montego Bay | Cathedral of the Most Blessed Sacrament | röm.-kath. | 1967    |             |

## Kolumbien
| Abbildung      | Ort                       | Name                                                                  | Konfession      | Bauzeit   | Anmerkungen |
| -------------- | ------------------------- | --------------------------------------------------------------------- | --------------- | --------- | ----------- |
|                | Bogotá                    | Catedral Basílica Metropolitana de la Inmaculada Concepción de Bogotá | röm.-katholisch | 1807–1823 |             |
|                | Bucaramanga               | Catedral de la Sagrada Familia                                        | röm.-katholisch | 1831      |             |
|                | Cartagena                 | Catedral de Santa Catalina de Alejandría                              | röm.-katholisch | 1577–1612 |             |
| Catedraldefaca | Facatativá                | Catedral de la Santísima Virgen del Rosari                            | röm.-katholisch | ?         |             |
|                | Ibagué                    | Catedral de la Inmaculada Concepción                                  | röm.-katholisch | ?         |             |
|                | Manizales                 | Catedral Basílica Metropolitana de Nuestra Señora del Rosario         | röm.-katholisch | 1928–1939 |             |
|                | Medellín                  | Catedral Metropolitana de Medellín                                    | röm.-katholisch | 1890–1931 |             |
|                | Palmira (ind. Chuquisaca) | Catedral de Nuestra Señora del Rosario del Palmar                     | röm.-katholisch | ?         |             |
|                | Popayán                   | Kathedrale von Popayán                                                | röm.-katholisch | 1856–1906 |             |
|                | Santa Fe de Antioquia     | Kathedrale von Santa Fe de Antioquia                                  | röm.-katholisch | 1797–1837 |             |
|                | Santa Marta               | Kathedrale von Santa Marta                                            | röm.-katholisch | 1766–1786 |             |
|                | Tunja                     | Catedral Basílica de Santiago                                         | röm.-katholisch | 1567–1574 |             |

## Kuba
| Abbildung | Ort              | Name                                                       | Konfession      | Bauzeit      | Anmerkungen     |
| --------- | ---------------- | ---------------------------------------------------------- | --------------- | ------------ | --------------- |
|           | Bayamo           | Kathedrale Heiligster Erlöser von Bayamo                   | röm.-katholisch |              |                 |
|           | Camagüey         | Kathedrale Unserer Lieben Frau von Candelaria              | röm.-kath.      | 1749 geweiht | UNESCO-Welterbe |
|           | Ciego de Ávila   | Kathedrale St. Eugenius von Palma                          | röm.-kath.      |              |                 |
|           | Cienfuegos       | Kathedrale Unserer Lieben Frau der Unbefleckten Empfängnis | röm.-kath.      |              |                 |
|           | Guantánamo       | Kathedrale St. Catalina von Ricci                          | röm.-kath.      |              |                 |
|           | Havanna          | Kathedrale der Jungfrau Maria der Unbefleckten Empfängnis  | röm.-kath.      |              |                 |
|           | Havanna          | Kathedrale St. Maria von Kazan                             | orthodox        |              |                 |
|           | Havanna          | Kathedrale der Heiligen Dreifaltigkeit                     | anglikanisch    |              |                 |
|           | Holguín          | Kathedrale St. Isidoro                                     | röm.-kath.      |              |                 |
|           | Matanzas         | Kathedrale St. Karl Borromeus                              | röm.-kath.      |              |                 |
|           | Pinar del Río    | Kathedrale St. Rosendo                                     | röm.-kath.      |              |                 |
|           | Santa Clara      | Kathedrale St. Klara von Asís                              | röm.-kath.      |              |                 |
|           | Santiago de Cuba | Metropolitankathedrale Unserer Lieben Frau Himmelfahrt     | röm.-kath.      | 1686–1690    |                 |

## Mexiko
| Abbildung                   | Ort                           | Name                                                                 | Konfession      | Bauzeit                       | Anmerkungen                         |  |
| --------------------------- | ----------------------------- | -------------------------------------------------------------------- | --------------- | ----------------------------- | ----------------------------------- |  |
|                             | Acapulco                      | Catedral Nuestra Señora de la Soledad                                | röm.-katholisch |                               |                                     |  |
|                             | Aguascalientes                | Catedral Basílica de Nuestra Señora de la Asunción de Aguascalientes | röm.-katholisch | 1704–1738                     |                                     |  |
|                             | Autlán de Navarro             | Kathedrale von Autlán                                                | röm.-katholisch | Ende 19. Jahrhundert bis 2005 |                                     |  |
| Catedral de Apatzingan 2019 | Apatzingán de la Constitución | Kathedrale von Apatzingán                                            | röm.-katholisch |                               |                                     |  |
|                             | Campeche (Stadt)              | Catedral de Nuestra Señora de la Purísima Concepción                 | röm.-katholisch |                               |                                     |  |
|                             | Celaya                        | Kathedrale von Celaya                                                | röm.-katholisch |                               |                                     |  |
|                             | Chihuahua                     | Catedral Metropolitana de Chihuahua                                  | röm.-katholisch | 1725–1826                     |                                     |  |
|                             | Chilapa de Álvarez            | Konkathedrale von Chilapa                                            | röm.-katholisch | 1931–1967                     |                                     |  |
|                             | Chilpancingo                  | Catedral de Santa María de la Asunción                               | röm.-katholisch | Anfang 19. Jh.                |                                     |  |
|                             | Ciudad Altamirano             | Catedral de San Juan Bautista                                        | röm.-katholisch | 16. Jh.                       | Türme später                        |  |
|                             | Colima                        | Kathedrale von Colima                                                | röm.-katholisch | 1820–1894                     |                                     |  |
|                             | Culiacán                      | Kathedrale von Culiacán                                              | röm.-katholisch | 1842–1855                     |                                     |  |
|                             | Córdoba                       | Catedral de la Inmaculada Concepción                                 | röm.-katholisch | 17./18. Jh.                   |                                     |  |
|                             | Cuautitlán                    | Catedral de San Buenaventura (Cuautitlán)                            | röm.-katholisch | 17./18. Jh.                   |                                     |  |
|                             | Cuernavaca                    | Catedral de Nuestra Señora de la Asunción de Cuernavaca              | röm.-katholisch | 16. Jh.                       |                                     |  |
|                             | Victoria de Durango           | Catedral de Inmaculada Concepción                                    | röm.-katholisch | 1695–1844                     |                                     |  |
|                             | Ecatepec de Morelos           | Catedral dal Sagrado Corazón de Jesús                                | röm.-katholisch | 20. Jh.                       |                                     |  |
|                             | Guadalajara                   | Catedral de la Asunción de María Santísima                           | röm.-katholisch | 1561–1618                     |                                     |  |
|                             | Hermosillo                    | Catedral de la Asunción                                              | röm.-katholisch | 1877–1963                     |                                     |  |
|                             | León                          | Catedral de Nuestra Señora de la Luz                                 | röm.-katholisch | 1764–1866                     |                                     |  |
|                             | Linares                       | Catedral de San Felipe Apóstol                                       | röm.-katholisch |                               |                                     |  |
|                             | Mazatlán                      | Catedral Basilica de Inmaculada Concepción                           | röm.-katholisch | 1856–1899                     |                                     |  |
|                             | Mérida                        | Catedral San Ildefonso                                               | röm.-katholisch |                               | Kathedrale des Erzbistums Yucatán   |  |
|                             | Mexiko-Stadt, am Zócalo       | Catedral Asunción de la Virgen María                                 | röm.-katholisch | 1573                          |                                     |  |
|                             | Mexiko-Stadt                  | Catedral de Nuestra Señora de Balvanera                              | maronitisch     |                               |                                     |  |
|                             | Monterrey                     | Catedral de Nuestra Señora                                           | röm.-katholisch |                               |                                     |  |
|                             | Morelia                       | Catedral de Transfiguración del Señor                                | röm.-katholisch | 1660–1744                     |                                     |  |
|                             | Oaxaca de Juárez              | Catedral de Nuestra Señora de la Asunción                            | röm.-katholisch |                               | Kathedrale des Erzbistums Antequera |  |
|                             | Orizaba                       | Catedral de San Miguel Arcángel                                      | röm.-katholisch |                               |                                     |  |
|                             | Puebla                        | Catedral Nuestra Señora de la Purísima Concepción                    | röm.-katholisch | 1575–1690                     |                                     |  |
|                             | San Juan de los Lagos         | Kathedrale von San Juan de los Lagos                                 | röm.-katholisch | 1732–1769                     |                                     |  |
|                             | San Luis Potosí               | Kathedrale von San Luis Potosí                                       | röm.-katholisch | 1670–1730                     |                                     |  |
|                             | Tepic                         | Catedral de Purisima Concepción                                      | röm.-katholisch |                               |                                     |  |
|                             | Tulancingo de Bravo           | Catedral de San Juan Bautista                                        | röm.-katholisch |                               |                                     |  |
|                             | Tuxtla Gutiérrez              | Catedral de San Marcos                                               | röm.-katholisch | 16./20. Jh.                   |                                     |  |
|                             | Veracruz                      | Catedral de Nuestra Señora de la Asunción                            | röm.-katholisch | 17./18. Jh.                   | Kathedrale des Bistums Veracruz     |  |
|                             | Xalapa                        | Catedral Inmaculada Concepción                                       | röm.-katholisch |                               | Kathedrale des Erzbistums Jalapa    |  |
|                             | Zacatecas                     | Catedral de Nuestra Señora de la Asunción                            | röm.-katholisch | 1718–1904                     |                                     |  |
|                             | Zamora                        | Catedral de Nuestra Señora de Guadalupe                              | röm.-katholisch |                               |                                     |  |

## Nicaragua
| Abbildung | Ort     | Name                                                                   | Konfession      | Bauzeit   | Anmerkungen           |  |
| --------- | ------- | ---------------------------------------------------------------------- | --------------- | --------- | --------------------- |  |
|           | Granada | Catedral Nuestra Señora de la Asunción                                 | röm.-katholisch | 1880      |                       |  |
|           | León    | Catedral de Santa María de Gracia                                      | röm.-katholisch |           |                       |  |
|           | León    | Basilica Catedral de la Asunción de la Bienaventurada Virgen Maria     | röm.-katholisch | 1747–1869 | Konkathedrale         |  |
|           | Managua | Alte Kathedrale Santiago de Managua                                    | röm.-katholisch |           | bis 1972, heute Ruine |  |
|           | Managua | Catedral Metropolitana de la Inmaculada Concepción de María de Managua | röm.-katholisch |           | seit 1993             |  |

## Panama
| Abbildung | Ort                  | Name                                 | Konfession         | Bauzeit   | Anmerkungen |
| --------- | -------------------- | ------------------------------------ | ------------------ | --------- | ----------- |
|           | Chitré               | Catedral San Juan Bautista           | römisch-katholisch |           |             |
|           | Colón                | Catedral de la Inmaculada Concepción | römisch-katholisch | 1929–1934 |             |
|           | David                | Catedral de San José                 | römisch-katholisch |           |             |
|           | Panama-Stadt         | Kathedrale von Panama                | römisch-katholisch | 1688–1796 |             |
|           | Penonomé             | Kathedrale St. Johannes der Täufer   | römisch-katholisch |           |             |
|           | Santiago de Veraguas | Kathedrale Apostel Jakob             | römisch-katholisch |           |             |

## Paraguay
| Abbildung | Ort                      | Name                                            | Konfession         | Bauzeit      | Anmerkungen                                      |
| --------- | ------------------------ | ----------------------------------------------- | ------------------ | ------------ | ------------------------------------------------ |
|           | Asunción                 | Catedral Metropolitana de Asunción              | römisch-katholisch | 1845 (Weihe) | Erzbistum Asunción Patrozinium Mariä Himmelfahrt |
|           | Caacupé                  | Cathedral Basílica de la Virgen de los Milagros | römisch-katholisch | 1945–1981    |                                                  |
|           | Ciudad del Este          | Catedral San Blas                               | römisch-katholisch | 1966 (Weihe) |                                                  |
|           | Encarnación              | Catedral de Encarnación                         | römisch-katholisch | 1913–1938    |                                                  |
|           | San Lorenzo              | Catedral San Lorenzo                            | römisch-katholisch | 1915–1954    |                                                  |
|           | San Pedro de Ycuamandiyú | Catedral San Pedro                              | römisch-katholisch |              |                                                  |
|           | Villarrica               | Catedral Inmaculada Concepción de María         | römisch-katholisch | 1891 (Weihe) |                                                  |

## Peru
| Abbildung | Ort       | Name                                    | Konfession      | Bauzeit   | Anmerkungen |
| --------- | --------- | --------------------------------------- | --------------- | --------- | ----------- |
|           | Arequipa  | Catedral Basílica de Santa María        | röm.-katholisch | 1629–1656 |             |
|           | Ayacucho  | Catedral de la Virgen de las Nieves     | röm.-katholisch | 1632–1672 |             |
|           | Cajamarca | Catedral Santa Catalina                 | röm.-katholisch |           |             |
|           | Callao    | Matriz Catedral de Callao               | röm.-katholisch |           |             |
|           | Cuzco     | Catedral de la Virgen de la Asunción    | röm.-katholisch | 1560–1664 |             |
|           | Huancayo  | Catedral de la Santísima Trinidad       | röm.-katholisch |           |             |
|           | Lima      | Catedral San Juan Apóstol y Evangelista | röm.-katholisch | 1535–1775 |             |
|           | Piura     | Catedral de San Miguel Arcángel         | röm.-katholisch | 1588      |             |
|           | Puno      | Catedral Basílica San Carlos Borromeo   | röm.-katholisch | 1709–1794 |             |
|           | Trujillo  | Basílica Santa María                    | röm.-katholisch | 1647–1666 |             |

## Puerto Rico(zu USA gehörig)
| Abbildung | Ort      | Name                                     | Konfession | Bauzeit   | Anmerkungen |
| --------- | -------- | ---------------------------------------- | ---------- | --------- | ----------- |
|           | Arecibo  | Catedral San Felipe Apóstol              | röm.-kath. |           |             |
|           | Caguas   | Catedral Dulche Nombre do Jesús          | röm.-kath. |           |             |
|           | Fajardo  | Catedral Santiago Apóstol                | röm.-kath. |           |             |
|           | Humacao  | Concatedral Dulche Nombre do Jesús       | röm.-kath. |           |             |
|           | Mayagüez | Catedral Nuestra Senora de la Candelaria | röm.-kath. |           |             |
|           | Ponce    | Catedral Nuestra Senora de Guadeloupe    | röm.-kath. |           |             |
|           | San Juan | Catedral Metropolitana San Juan Bautista | röm.-kath. | 1521–1860 | Basilika    |

## St. Kitts und Nevis
| Abbildung | Ort        | Name                                      | Konfession         | Bauzeit | Anmerkungen |
| --------- | ---------- | ----------------------------------------- | ------------------ | ------- | ----------- |
|           | Basseterre | Co-Cathedral of the Immaculate Conception | römisch-katholisch |         |             |

## St. Lucia
| Abbildung | Ort      | Name                                   | Konfession         | Bauzeit   | Anmerkungen |
| --------- | -------- | -------------------------------------- | ------------------ | --------- | ----------- |
|           | Castries | Cathedral of the Immaculate Conception | römisch-katholisch | 1897–1931 |             |

## St. Vincent und die Grenadinen
| Abbildung | Ort       | Name                          | Konfession         | Bauzeit | Anmerkungen                                                  |
| --------- | --------- | ----------------------------- | ------------------ | ------- | ------------------------------------------------------------ |
|           | Kingstown | Mariä-Himmelfahrts-Kathedrale | römisch-katholisch | 1930er  | Kathedrale des Bistums Kingstown, Mischung mehrerer Baustile |

## Surinam
| Abbildung | Ort        | Name               | Konfession         | Bauzeit | Anmerkungen |
| --------- | ---------- | ------------------ | ------------------ | ------- | ----------- |
|           | Paramaribo | St. Peter und Paul | römisch-katholisch | 1887    |             |

## Trinidad & Tobago
| Abbildung | Ort           | Name                   | Konfession      | Bauzeit   | Anmerkungen |
| --------- | ------------- | ---------------------- | --------------- | --------- | ----------- |
|           | Port of Spain | Immaculate Conception  | röm.-katholisch | 1832      |             |
|           | Port of Spain | Holy Trinity Cathedral | anglikanisch    | 1814–1818 |             |

## Uruguay
| Abbildung | Ort              | Name                                              | Konfession         | Bauzeit   | Anmerkungen                                           |
| --------- | ---------------- | ------------------------------------------------- | ------------------ | --------- | ----------------------------------------------------- |
|           | Canelones        | Catedral Nuestra Señora de Guadalupe              | römisch-katholisch | 1816–1843 |                                                       |
|           | Florida          | Kathedrale von Florida                            | römisch-katholisch | 1888      | auch: Kathedralbasilika Unserer lieben Frau von Lujan |
|           | Maldonado        | Catedral San Fernando                             | römisch-katholisch | 1801–1895 |                                                       |
|           | Melo             | Catedral de Nuestra Señora del Pilar y San Rafael | römisch-katholisch | 1888      |                                                       |
|           | Mercedes         | Kathedrale Nuestra Señora de las Mercedes         | römisch-katholisch | 1867      |                                                       |
|           | Montevideo       | Catedral Metropolitana de Montevideo              | römisch-katholisch | 1790–1804 |                                                       |
|           | Salto            | Kathedrale von Salto                              | römisch-katholisch | 1889–1930 |                                                       |
|           | San José de Mayo | Catedral Basílica de San José de Mayo             | römisch-katholisch | 1857–1874 |                                                       |
|           | Tacuarembó       | Catedral de San Fructuoso                         | römisch-katholisch | 1899–1917 |                                                       |

## Venezuela
| Abbildung | Ort            | Name                                            | Konfession      | Bauzeit   | Anmerkungen |
| --------- | -------------- | ----------------------------------------------- | --------------- | --------- | ----------- |
|           | Barinas        | Catedral de Nuestra Señora del Pilar            | röm.-katholisch |           |             |
|           | Caracas        | Kathedrale von Caracas                          | röm.-katholisch | 1666–1674 |             |
|           | Ciudad Bolívar | Catedral de Sto. Tomás                          | röm.-katholisch |           |             |
|           | Coro           | Kathedrale von Coro                             | röm.-katholisch | 1583–1634 |             |
|           | San Cristobál  | Kathedrale von San Cristóbal                    | röm.-katholisch |           |             |
|           | Guanare        | Kathedrale von Guanare                          | röm.-katholisch | 1788–1807 |             |
|           | Maracaibo      | Catedral de San Pedro y San Pablo               | röm.-katholisch |           |             |
|           | Mérida         | Catedral de la Inmaculada Concepción            | röm.-katholisch | 1803–1960 |             |
|           | Punto Fijo     | Catedral Nuestra Señora de Coromoto             | röm.-katholisch |           |             |
|           | Trujillo       | Catedral Nuestra Señora de la Paz               |                 |           |             |
|           | Valencia       | Basílica Catedral de Nuestra Señora del Socorro | röm.-katholisch | 1580–1950 |             |